# Zajezierze (rejon nieświeski)
Zajezierze (biał. Заазер’е, Zaazierje; ros. Заозерье, Zaozierje) – agromiasteczko na Białorusi, w obwodzie mińskim, w rejonie nieświeskim, w sielsowiecie Nieśwież, którego władz jej siedzibą.
Wieś położona jest w pobliżu Zamku w Nieświeżu. Graniczy z Nieświeżem i z leżącym nad Uszą parkiem zamkowym.

## Historia
W XIX i w początkach XX w. zaścianek położony w Rosji, w guberni mińskiej, w powiecie słuckim. Należał do Radziwiłłów.
W dwudziestoleciu międzywojennym folwark leżący w Polsce, w województwie nowogródzkim, w powiecie nieświeskim, w gminie Łań. W 1921 miejscowość liczyła 123 mieszkańców, zamieszkałych w 5 budynkach, w tym 98 Białorusinów i 25 Polaków. 86 mieszkańców było wyznania rzymskokatolickiego i 37 prawosławnego.
Po II wojnie światowej w granicach Związku Sowieckiego. Od 1991 w niepodległej Białorusi.